# ドラ (麻雀)

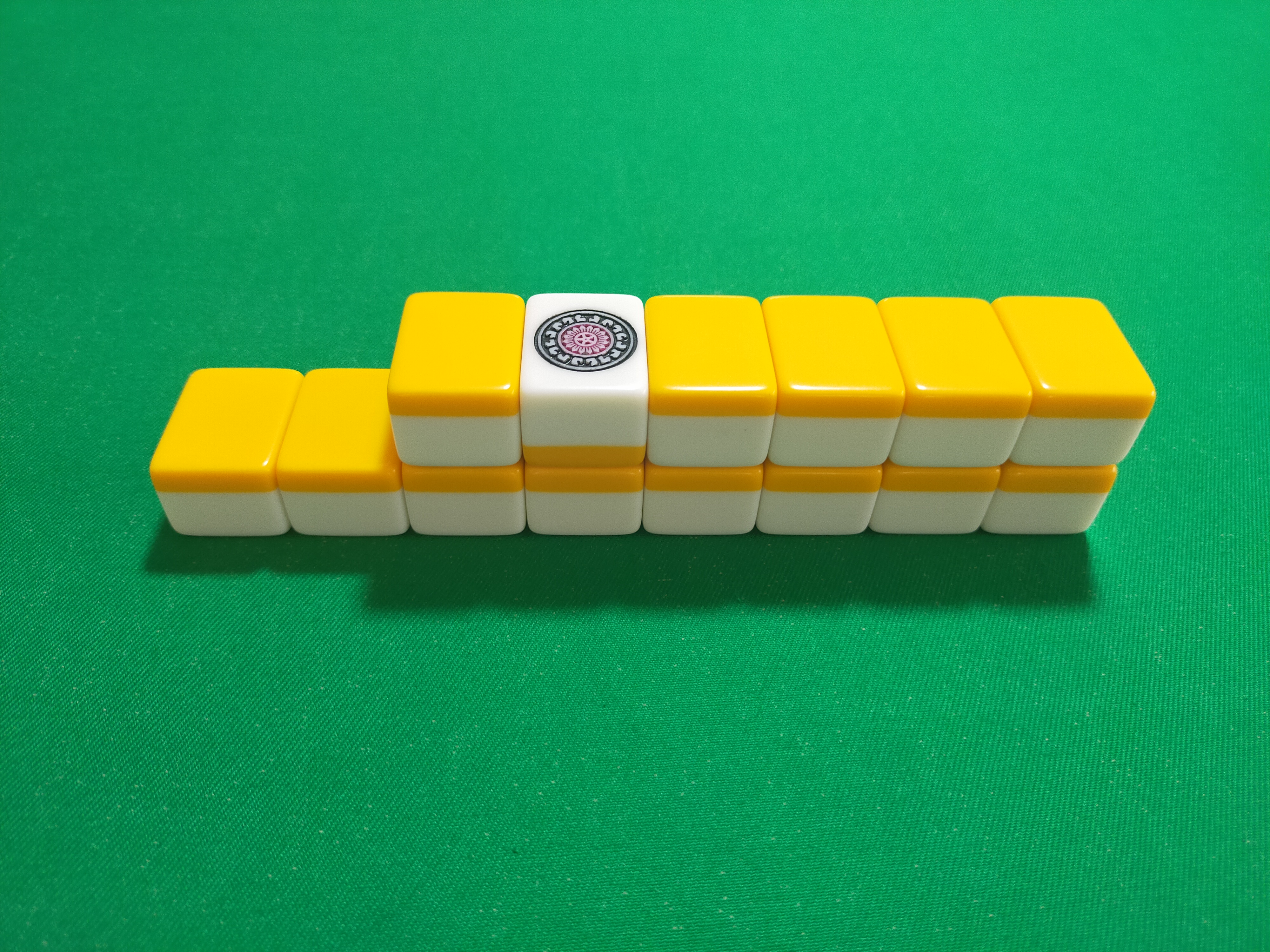
王牌のうち、開門位置から数えて3幢目（3枚目）の上段の牌がドラ表示牌である。写真では左端の嶺上牌をこぼさないよう下段に下ろしてある。

ドラとは、麻雀において、和了したときに得点の加算につながる特定の牌のことをいう。立直（リーチ）とともに、日本の麻雀ルールを特徴づける要素である。

## 概要
和了したときに、手牌もしくは副露した牌の中にドラが含まれる場合、1枚につき1翻が加算される。ただし、役としては扱われないため、ドラを持っているだけでは1翻縛りの条件を満たすことはできない。あくまでも和了った者の懸賞（ボーナス）として取り扱うということになる。
麻雀というゲームの偶然性を高める要素のひとつである。そのため、競技麻雀など実力本位のルールでは、ドラの一部（裏ドラや槓ドラ、槓ウラ）を認めないこともある。

## 歴史
浅見了によると、ドラというルールの発祥は昭和20年代の初め頃であり、関西のブー麻雀にその始まりがあるという。由来については諸説あり、終戦後の引揚者によって満州のルールがブー麻雀に持ち込まれたという説と、ブー雀荘自体が考案したという説があるとしている。当初は1枚につき1飜ではなく、一定の点数を加算していた（百符加算）。また、開局時からドラが明示されているのではなく、和了者があがったあとに山の端（現在の第一嶺上牌にあたる一枚）をめくり、手の内に同じ牌（現物牌）があれば一定の加点を認めるというルールだった。1枚1飜として扱うようになったのは昭和22年か23年頃で、昭和27年に発表された「報知ルール」の特殊ルールの項目においてドラが成文化されたこともあり、昭和28年から29年頃には現在のルール、すなわち「端から3牌目をめくり、そのネクスト牌をドラとする」というルールに移行した。地方によってはドラは「懸賞牌」「芸者」とも呼ばれていた。芸者という通称は廃れてしまったが、関西方面の一部では平成以降も「ケンパイ」（懸賞牌の略）という別称が通じる。なお、ドラという用語自体は英語の「ドラゴン」 (Dragon) に由来する。ただし、英語圏における麻雀用語では「ドラゴン」は白・發・中の三元牌3種を意味する (Dragon tiles)。
裏ドラは関西と関東で導入時期が異なり、関西では昭和30年代の時点ですでに存在し、関東では昭和40年代になってからとされる。
槓ドラは現在では廃れたドラ替えのルールから発生したとされており、このルールではドラが全て捨てられた場合やドラの槓によってドラが使い切られた場合に新しくドラ表示牌をめくるというものであった。これが昭和40年代に入り槓が行われた場合は槓ドラをめくるというルールに変化している。槓裏ドラは裏ドラ定着後に登場したとされる。

## ドラの決定
開門の際に、王牌のうち、開門位置から数えて3幢目（3枚目）の上段の牌を表向きにする。この牌をドラ表示牌という。
ドラ表示牌の次位牌（数字が1つ大きい牌）がドラとなる。このような方式をネクスト、もしくはネキストという。
次位牌の具体例は以下の通り。
 がドラ表示牌の場合、ドラは 
 がドラ表示牌の場合、ドラは 
 がドラ表示牌の場合、ドラは  （ドラの決定においては9の次を1とみなす）
 がドラ表示牌の場合、ドラは  （風牌の場合、次位牌は東南西北の順となる。北の次位牌は東である）
 がドラ表示牌の場合、ドラは  （三元牌の場合、次位牌は白發中の順となる。中の次位牌は白である）
字牌をひとまとめにして「東南西北白發中」などと言うが、ドラの次位牌に関しては「北」と「白」は繋がっていない。上記の通り、表示牌が北の場合、ドラは東である。同じく、中の次位牌は東ではなく白となる。
萬子の中張牌を使用しないルールの三人打ちでは、がドラ表示牌の時は がドラになる。また、抜きドラとして も使用する場合は、一萬の表示でドラは五萬、五萬の表示でドラは九萬となる。
ドラというルールが考案された当初は、次位牌ではなくドラ表示牌そのものをドラとしていた。これを現物ドラ（「ドラは現物」など）という。ドラ表示牌に1枚使用されるため、そのドラ牌は3枚までしか使用できないことになる。現物ドラのルールは現在廃れているが、古風なルールのなごりで、「表ドラはネクスト、裏ドラは現物ドラ」としている場合もある。

## ドラの増加
通常の場合、ドラは1種類（4枚）であるが、状況に応じて増加することがある。いずれの場合も、増加したドラ表示牌の次位牌をドラとして扱うのが一般的である。
槓が発生した場合
暗槓・大明槓・加槓のいずれに関わらず、槓が成立した時、元のドラ表示牌の右隣の牌を新たにめくり、第2番目のドラ表示牌とする。これを槓ドラという。その後さらに槓があれば、さらに第3番目のドラが追加される。ただし、嶺上牌が4つしかないため槓も最大で4回までしかできず、槓によるドラの追加が行われるのも4回までである。
立直をかけて和了した場合
リーチをかけて和了った場合に限り、ドラ表示牌の下段にある牌もドラ表示牌として扱う。これを裏ドラという。槓によって槓ドラが発生している場合は、槓ドラ表示牌の下段にある牌も裏ドラ表示牌として扱われる。ただし、槓ウラを認めないルールの場合は、元のドラ表示牌の下段にある牌のみを裏ドラ表示牌とする。
ダブドラ / ゾロ目ダブドラ
開局当初からドラ表示牌を2枚めくるルールもある。開門のサイコロがゾロ目だった場合に2枚めくるルールは「ゾロ目ダブドラ」と呼ばれる。また、麻雀番組「われめDEポン」では開局当初から無条件にドラを2枚めくるルールになっている。これらのルールではドラの枚数が倍となり、当然得点はインフレ化する。なお、「われめDEポン」では槓ドラ4枚分を確保するため王牌は16枚となる。
また、同種の牌2枚が重複してドラ表示牌となった場合、その次位牌は1枚につきドラ2枚分と数えるが、このようなドラも「ダブドラ」「Wドラ」と呼ばれる。例えば、表ドラ表示牌と槓ドラ表示牌がいずれも三筒だった場合、四筒は1枚持っているだけでドラドラ、2枚持っていればドラ4となる。さほど珍しい現象ではなく、確率135分の3（2.2％、45局に1回相当）という頻度で起こりうる。

## ドラの種類
ドラにはそれぞれに名称が与えられている。以下に一覧しながら解説する。

### 表ドラ

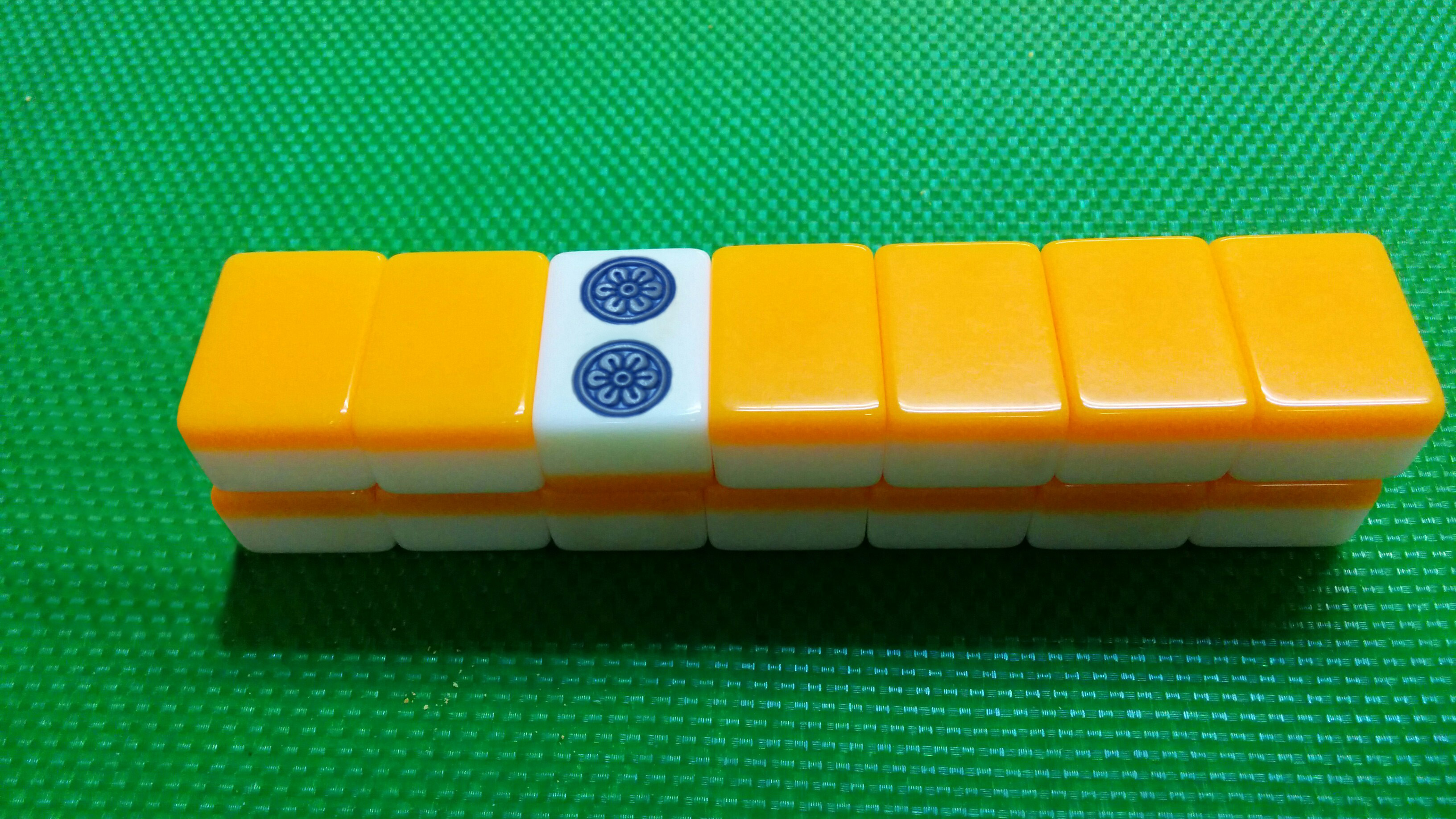
王牌のうち、開門位置から数えて3幢目（3枚目）の上段の牌がドラ表示牌である。

開局時に表示される最初のドラを「表ドラ」（おもてどら）と言う。略されて「オモドラ」「オモ」と呼ばれることも多い。槓によってドラが増えている場合は、最初の表ドラを特に「元ドラ」（もとどら）と言うこともある。また、「ドラ」という言葉だけでこちらを指していることもある。見えている槓ドラと元ドラを総称して表ドラを言う場合もある。

### 裏ドラ
表ドラ表示牌の下段にある牌が裏ドラ表示牌で、その次位牌が裏ドラである。前述の通りリーチを掛けて和了った場合にのみ裏ドラの権利が得られる。通常のドラ（表ドラ）と異なり、和了するまでどの牌が裏ドラなのかはわからない。なお、リーチを掛けてあがった場合でも、裏ドラを確認する前であれば、裏ドラの権利を放棄してもよいという取り決めになっていることもある（トビありのルールで、裏ドラが乗ってしまうと放銃者が飛んで逆転できなくなる場合など）。

### 槓ドラ
槓の発生により追加されるドラが槓ドラである。元の表ドラと対比して「新ドラ」と呼ばれることもある。搶槓でロンあがりした場合は放銃者の加槓は成立していないので槓ドラはめくらない。なお、槓の成立時に槓ドラ表示牌をどのタイミングで表向きにするかについては、以下のように取り決めに差がある。
槓ドラ表示牌をめくるタイミング
1. 暗槓の場合は嶺上牌を取得した時点でめくり、明槓の場合は打牌した時点でめくる（「暗槓は即めくり、明槓は打牌後」）。明槓の場合、他家は、新ドラが何になったか確認してから、副露やロンを行うことができる。
2. 暗槓の場合は嶺上牌を取得した時点でめくり、明槓の場合は打牌が通った時点でめくる（「暗槓は即めくり、明槓は打牌後」）。明槓をした際の打牌がロンされた場合は、新ドラをめくらない。副露された場合は、副露が成立してからめくる。
3. 暗槓、明槓に関わらず、嶺上牌を取得した時点でめくる（「槓ドラ即乗り」「槓ドラ即めくり」）

どれを採用するかは取り決め次第である。1および2のルールでは、明槓の場合、新ドラが明示される前に牌を捨てなければならないため、捨てた牌がたまたま新ドラになった牌だった、というケースがありうる（1.の場合、他家はその時点で新ドラを鳴くことができるため、槓ドラのリスクが高まるルールである）。これに対し3のルールでは、明槓でも暗槓の時と同じように、何が新ドラになったか確認してから牌を捨てることができる。また、1・2のルールでは明槓による嶺上開花で槓ドラを認めるのかどうかという問題や、明槓した時の嶺上牌でさらに暗槓する時、2枚の槓ドラをどうめくればよいかという問題が生ずる。
こうした問題により発生するトラブルを避ける意図から、フリー雀荘等では「槓ドラ即乗り」のルールになっていることが多いが、オンライン麻雀では「暗槓は即めくり、明槓は打牌後」となっているケースが見られる。

### 槓ウラ
槓によって槓ドラが発生している時に立直を掛けて和了った場合、通常の裏ドラ（元ウラ）だけではなく、槓ドラ表示牌の下段にある牌も裏ドラ表示牌として扱う。したがって、槓が1回入っている場合、ドラは元ドラ・槓ドラ・元ウラ・槓ウラの計4種に増えることになる。元ウラと槓ウラを総称して裏ドラと言うことも多い。なお、行き過ぎたインフレ化を嫌うルールでは、元ウラや槓ドラを認めていても槓ウラは認めないという取り決めになっていることもある。

### 特殊な牌のドラ
上記のような通常のドラ以外に、あらかじめ特殊な牌を混ぜておき、これをドラとして扱うルールがある。

#### 赤ドラ
図柄の彫り込み部分全体を赤く着色した牌を赤牌（あかはい）という。一般的には、赤牌として五萬・五筒・五索を各1枚ずつ(これと異なる地域ルールも存在する・後述)、通常の牌と入れ換えて用いる。これら赤牌は、常にドラとして扱われる（常時ドラ）。なお、色覚異常者は通常の牌と赤牌の見分けが付きにくいといったユニバーサルデザイン的な配慮から、左肩部分にポッチ(点のくぼみ)を刻む事で通常の牌と区別しやすくした赤牌もある。
ドラ表示牌の次位牌と赤牌によるドラが被っている場合、例えばがドラ表示牌となっている時は、をドラ2つ分として数える。逆に、など赤牌がドラ表示牌になった場合、通常のルールではドラの をダブドラと見なしたりすることはない。あくまで1枚につき1飜としてカウントする。
赤ドラのルーツは1970年の大阪万博の前後に関西で考案されたものとされていたが、近代麻雀オリジナル2004年9月号に掲載された漫画『まんトリ』(作画：おおつぼマキ、原作：福地誠)において、大阪のミズノ丸一という会社が1964年の東京オリンピックを機に初めて赤五筒2枚を製造したことが取材によって判明している。
以前はそれほどポピュラーなルールではなかったが、フリー雀荘のハウスルールやコンピュータゲームの麻雀で採用されることで徐々に広まり、結果として近年では採用する方が多数派になっている。
赤チップ
赤ドラを採用する場合、赤牌をチップの対象として扱うルールになっていることが多い。ただし、どのような時にチップを得られるかについては、以下のように取り決めに差がある。
- 門前でのあがりだった場合にのみチップの対象とする
- リーチを掛けたあがりだった場合にのみチップの対象とする
- 門前か否か、リーチを掛けているか否かに関わらず、和了形のなかに含まれていればチップの対象とする
- ドラとしては扱わないが、チップの対象牌として扱う

もっともシンプルな3番目の「制約なし」のルールが採用されていることが多いが、1番目の「赤は門前のみ」のルールもポピュラーである。なお、「赤は門前のみ」のルールでも、門前を崩した場合に失うのはチップの権利だけであって、赤がドラとして扱われることに変わりはない。逆に4番目のルールでは、赤牌ははじめからドラではなく、チップの対象になるのみである。また、4番目のルールでも、門前のあがりだった場合にのみチップ対象とするケースと、副露しているか門前かに関わらずチップの対象とするケースに分かれる。
オールスター
萬子・筒子・索子の赤ドラ3種を全て手の内で使いきって和了した時に、「オールスター」という名称で1飜増しにしたり、赤チップの支払いを増額したりすることがある。赤ドラを採用している雀荘等でまれに採用されている取り決めだが、門前であがった時のみとしていたり、制約なしとしていたり、扱いは各店舗ごとにばらつきが見られる。
赤のバリエーション
赤ドラには地方によってバリエーションが見られる。
- おもに関西方面では、五筒に2枚赤を入れ、萬子と索子には入れない。
- 関西式と関東式を両方合わせて、五筒に2枚、五萬と五索に1枚ずつ赤を入れる（計4枚）
- インフレ化を意図して、五萬・五筒・五索にそれぞれ2枚ずつ赤を入れる（計6枚）
- 三筒・三索・三萬・一筒・西・北など、「五」以外の牌を赤牌として用いることもある。特に九州地方では「三」を赤くしていることが多いようで、昭和49年発行の麻雀戦術書の中で既に以下のような記述が見られる。

大手雀荘チェーンのハウスルールによっては、系列店全体で「七」を赤くしていたり「三」を赤くしていたりすることがある。どの牌を赤にするかは各雀荘の裁量であり、中には赤でなく青や緑、金色など、他の色にしているケースも見られる。
- ごく稀に白の枠付きを一枚入れて、それを赤ドラと同義とする場合もある。
- 北の赤牌（赤北）や北の金色牌（金北）を採用するローカルルールもある。

七対子アカ1
なお、赤ドラを採用した場合は、赤ドラがない場合ではありえない「七対子ドラ1」がありうる。
（例）
対々アカ1
赤ドラを採用した場合、上と同様に赤ドラがない場合ではありえない「対々ドラ1」がありうる。
（例）      

#### 抜きドラ
おもに三人麻雀において、北、一萬、九萬などの牌をドラとして扱うことがある。これらの牌をツモってきた場合、卓の右隅に晒し（この晒す行為を「抜く」という）、その直後に嶺上牌から1枚手牌に補充する。このような手順を踏むドラを総称して、抜きドラと呼ぶ。抜きドラを使用するルールの場合、あらかじめ抜きドラの枚数分だけ余分に嶺上牌を確保しておく必要がある。すなわち、抜きドラを3種12枚入れる場合は、嶺上牌が通常の2幢4枚ではなく8幢16枚になる。また、抜きドラは俗に「ガリ」とも呼ばれる。抜きドラを用いる三麻は「ガリ三麻」と呼ばれる。
抜きドラのルールにも以下のようなバリエーションがある。
- のみを抜きドラとする
- の3種を抜きドラとする
- の4種を抜きドラとする（三麻では通常萬子の中張牌を用いないが、抜きドラにするために五萬を加える）

抜きドラは、ツモってきた巡目にすぐに抜かないといけないわけではなく、手の内に温存しても構わない。また、手の内で刻子や対子として使ってもよい。安全牌として河に捨てることもできる。ただし、役満手の場合を除き手の内では使えないとするルールや、手の内で使う場合はドラとしてカウントしないとするルール、手の内で使うことはできるが河には捨てられないとするルールもある。また、抜きドラを抜いた時にそれがロン牌だった場合、和了を認められるか否かについても、役満（国士無双や四喜和など）のみに認めたり、通常手にも認める、すべて認めない等、分かれている。抜きドラを抜いた際の嶺上牌でツモ和了すると嶺上開花がつくが、抜きドラに対してロン和了した場合は搶槓はつかない、という違いもある（搶槓の定義はあくまで「加槓された牌に対する和了宣言」である）。表ドラが抜きドラだった場合、抜きドラ＋表ドラと数えて1牌で2飜分となる。例えば、ドラ表示牌が西の時に北を抜くと抜きドラの1飜に加え表ドラの1飜がつく。抜きドラを抜くとリーチ一発や天和などが無効になる、とする場合もある。無効にならないルールのことを、「空気扱い」とよぶことがある。

#### 花牌
春夏秋冬・梅蘭菊竹と書かれた牌を花牌（ファパイ、はなはい）という。花牌は抜きドラの一種で、通常使用する136枚に花牌4枚もしくは8枚を加えて使用する。扱いは抜きドラと同じで、花牌を抜いたら嶺上牌から1枚補充する。ただし、三人麻雀における抜きドラとは違い、花牌を面子や雀頭として使用することはできない。 
花牌を用いる麻雀は「花麻雀」と呼ばれる。これに対し、花牌を用いない（通常の）麻雀は「清麻雀」（チンマージャン）と呼ばれる。現在の日本のルールでは花牌は使わない場合がほとんどだが、市販されている麻雀牌一式には春夏秋冬の1セットが同梱されていることが多い。花牌を4枚用いる場合、牌の合計は140枚に、8枚用いる場合は合計144枚になる。嶺上牌も通常の2幢4枚から4幢8枚もしくは6幢12枚になる。なお、中国麻雀では一般に花牌を8枚すべて使用し、晒す際には「ファ」（花）と発声する。

#### 白ポッチ

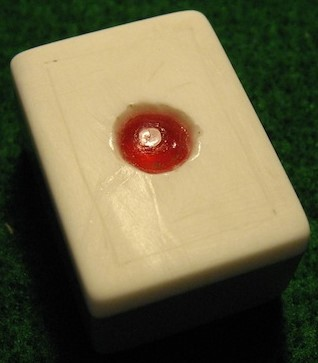
白ポッチ

白（白板）の中央に窪みをつけた牌を白ポッチという。通常の白1枚と入れ換えて使用する。白ポッチは通常の局面では単なる白として扱われるが、リーチ一発ツモで白ポッチを引いた場合にのみオールマイティになる（場所によっては、リーチ後ならいつ引いてもオールマイティというルールもある）特殊牌である。白ポッチ自体がローカルルールであるが、中にはこれをドラとして扱っているルールもある。
白の真ん中に赤い点（ポッチ）を加えた図柄になっている。フリー雀荘等でごくまれに採用されている。

## ドラに関する戦略
手作りにおいては、役をつけるのと同様にドラの利用も重要である。特にスピードを優先する現代の麻雀においては、手役よりもドラを大事にする傾向が強い。例えば手作りの過程で搭子選択に迫られた場合、ドラがらみの両門とドラがらみでない両門のどちらを残すかと言えば、やはり多くの場合ドラに絡む方を残す。また、くっつきテンパイの形になった場合、ドラおよびドラソバ（ドラの隣接牌）はくっつき候補として温存するケースが圧倒的に多い。実際、実戦で下のような牌姿になった時に何を切るかと言えば、多数派となる打牌候補はいずれも1つしかない。
（例）5巡目、東1局の東家、他家に動きなし、1牌切って両門と三門張の一向聴となる形
    ツモ   ドラ表示牌
萬子の三門張を嫌う理由はなく、筒子のドラ搭子を嫌う理由もないとすれば、索子の下メンツを払うという選択肢しかない。
（例）5巡目、東1局の東家、他家に動きなし、1牌切ってくっつきテンパイとなる形
    ツモ   ドラ表示牌
この形になった以上、三索切り以外の選択肢はないと言ってよい。
ドラを有効活用しようとするのは相手も同じである。そのため、ドラおよびドラソバは概して危険牌の筆頭と見なされる傾向にある。もちろんあくまで「そういう傾向がある」というだけで、いつもいつもドラ周辺が危険というわけではない。例えば字牌のドラや端牌のドラはこの限りではないし、ドラまわりの面子が先に完成する可能性も低くはない。1つ目の牌姿例で言うなら、筒子のドラまわりを先に引く形でテンパイすることになった場合、ドラとはまったく関係のないエリアが待ち（危険牌）になるということである。その場合ドラソバは実は危険牌ではなかったということになる。
加えて、ドラの扱い方は個々の打ち手によって微妙に異なる。スピードを最優先する打ち手であれば、不要なドラは比較的早い段階で切り出す。一方、スピードよりも打点やバランスを優先する打ち手であれば、多少遠回りになる可能性があることがわかっていてもドラを抱える。例えば下の牌姿、
（例）ドラの二筒を切り出すか否か、打ち手によって選択は異なる
    ツモ   ドラ表示牌
この牌姿では、ドラの二筒は牌効率を考えれば不要である。このあと先に索子部分が完成すれば、最終形は嵌三筒ではなくのリャンメンに受けるからである。したがって、三筒引きを期待して二筒を残し、かわりに七索を切るという選択は牌効率に反する。しかし、いずれは七索を切ってに受けるであろうことを考えれば、不要なのはドラの二筒より七索ということになる。したがって二筒を残して七索を先に切り、平和を確定させた上でドラを抱える。三筒を先に引き入れることができればタンピン赤ドラをダマテンで待つことができるし、その前にドラが重なる可能性もあるという考え方である。どちらが正しいかは簡単には決定できず、打ち筋の違いとも言えるし、好みの問題とも言える。
局単位では、ドラの出方で相手の手の内の状態を推理することも可能である。例えば中盤8巡目に、初心者ではない打ち手が字牌のドラをそっと切り出したとする。となれば、彼はそこでテンパイしたか、少なくともテンパイが近い充分形になっていると読むのはおかしなことではない。
（例）8巡目、東家、ドラは生牌、1枚切って一向聴となる形
    ツモ   ドラ表示牌
赤牌が2枚あり、タンピン三色まで見える。このような牌姿では、オタ風のドラなど自然に押し出される。
ここまで強力な牌姿でなくても、両門と両門の一向聴になった時点で不要なドラが切り出されるのは、比較的よくあるありがちなパターンと言える。その際の判断は、「これ以上抱えておくのは危険」という判断かも知れないし、もっと単純に「タンヤオに字牌や端牌は不要」という判断かも知れない。あるいは、切り出した打ち手がまだビギナーのレベルなのであれば、「ドラということを忘れてうっかり切った」「ドラだということを見てなかった」「ドラだとわかってはいたが二向聴にもなっていない状態で放流した」等、色々な可能性がありうる。
また、本来ならば使い勝手が良いはずの中張牌のドラが早々と切り出されるケースもある。こういった場合もっとも可能性が高いのは、下例のように他の色の染め手が入っているケースである。
（例5）5巡目、東家、他家に動きなし
    ツモ   ドラ表示牌
索子の染め手に萬子のドラは不要であり、いずれ切る牌ならば相手の手が整う前にさっさと切ってしまったほうが良い（無論一概にそう言えるわけではないが）。
もちろん他にも可能性は考えられる。国士無双に向かっていればドラであろうと中張牌はいらないし、ジュンチャン三色が見えていれば四五六のドラは不要である。
以上のように、ドラの扱いや切り出しには色々なパターンがある。もちろんここにある数例はあくまでいくつかある典型のうちの一部にすぎないし、どのような状況でどのような打ち手がどのようにドラを扱うかは、まさにその場その場の局面（点棒状況や捨牌相、心理状態なども含めた場況）にも左右される。また、ドラの扱い方や切り出しだけで対戦相手や局面のすべてを判断できるものでもない。しかし、一つの重要な判断材料にはなりうる。したがって、どのようなパターンが多く見られるか、どのようなパターンがありうるかを押さえておくことは、麻雀の腕を上げるに当たって有効な手段と言える。

## ドラの最大枚数
四回の槓が起こっている状況（四回目の槓の直後か、四槓子の聴牌者がいる時）では、元ドラと元ウラに加えて4種類の槓ドラと4種類の槓ウラが発生し、計10種の牌がドラとなる。それらすべてを手の内に集めて和了すれば、あくまで理論上の話ではあるが、最大でドラ40がありうる（ここでもし赤五萬を1枚入れるルールであればドラ41となり、赤五萬を2枚入れるルールであればドラ42となる）。
表ドラ表示牌： 
裏ドラ表示牌： 
ドラ表示牌が上記のようになっている時、リーチを掛けた上で下図のような和了形を完成させる。
手牌： 
通常の点数計算では13飜で数え役満となり、それ以上の得点にはならない。したがって上の例のようにドラが多すぎても（青天井ルールの場合を除けば）あまり意味がない。